# Machnatka-Parcela
Machnatka-Parcela – wieś sołecka w Polsce położona w województwie mazowieckim, w powiecie grójeckim, w gminie Błędów.
| SIMC    | Nazwa      | Rodzaj    |
| ------- | ---------- | --------- |
| 0615061 | Nowina-Las | część wsi |

W latach 1975–1998 miejscowość administracyjnie należała do województwa radomskiego.

## Zabytek
- Dwór  w Machnatce z XVIII/XIX w., przebudowany w pocz. XX w., nr rej.: 242/A z 23.02.1984